# Quando as Luzes das Marquises se Apagam
Quando as Luzes das Marquises se Apagam è un documentario brasiliano del 2018 diretto da Renato Brandao.
Il film racconta la storia dei cinema tradizionali situati in una zona chiamata Cinelândia Paulistana, nel centro di San Paolo, che ha concentrato diversi cinema.

## Trama
Basato su testimonianze di ex spettatori abituali (tra cui lo scrittore Ignácio de Loyola Brandão) e ampie riprese d'archivio, il documentario presenta la storia dei sale cinematografiche situati nella regione dei viali São João e viali Ipiranga, nel centro di San Paolo.
Conosciuta come Cinelândia Paulistana, questa zona ebbe la più alta concentrazione di cinema in città (tra cui Cinema Art-Palácio, Cinema Metrô, Cinema Ipiranga, Cinema Marabá, Cinema Comodoro Cinerama) e raggiunse il culmine negli anni 1950 e 1960.
Il decadimento urbano del centro città negli anni 1970 unito all'emergere di cinema multisala spesso situati nei centri commerciali e la crescita del mercato VHS negli anni 1980 ha ridotto gran parte del fascino di Cinelândia Paulistana, che ha visto la chiusura di la maggior parte dei suoi famosi cinema, mentre alcuni dei cinema rimanenti hanno iniziato a mostrare film porno per adulti.

## Riconoscimenti
2018 - É Tudo Verdade - Festival internazionale del documentario
- selezione ufficiale del festival.[5][6]

2020 - Arquivo Em Cartaz - Festival internazionale del film d'archivio
- selezione ufficiale del festival.[7][8]